# Леонарду Лелу
Леона́рду Філі́пе Круш Ле́лу (порт. Leonardo Filipe Cruz Lelo; нар. 30 березня 2000) — португальський футболіст, захисник клубу «Брага».

## Клубна кар'єра

### «Ольяненсе»
Вихованець клубів «Ольяненсе», «Віторія» (Сетубал) і «Лоулетану».
2020 року на правах оренди перейшов у «Портімоненсі», де виступав за молодіжний склад.

### «Каза Піа»
16 червня 2021 року перейшов у клуб Сегунда-ліги «Каза Піа». 24 липня дебютував за «Каза Піа» в матчі Кубка ліги проти «Академіку Візеу», вийшовши в стартовому складі. У цій ж грі забив свій перший гол за клуб. 7 серпня 2021 в поєдинку проти «Академіку Візеу» дебютував у Сегунда-лізі. 28 серпня в матчі проти «Бенфіки Б» вперше відзначився м'ячем у Сегунда-лізі. За підсумками сезону 2021–22 допоміг команді вийти до елітного дивізіону вперше за 83 роки.
7 серпня 2022 року в матчі проти «Санта-Клари» дебютував у Прімейра-лізі. 3 жовтня забив свій перший гол у Прімейра-лізі в поєдинку проти «Марітіму», реалізувавши пенальті.
3 березня 2024 року матч Прімейра-ліги проти «Жил Вісенте» став для нього ювілейним, 100-м, в складі «Каза Піа».

### «Брага»
22 травня 2025 року підписав чотирирічний контракт з «Брагою». 31 липня дебютував за нову команду в матчі кваліфікації Ліги Європи УЄФА проти болгарського «Левські», вийшовши на заміну Паулу Олівейрі.

## Кар'єра в збірній
Виступав за збірні Португалії до 20 і до 21 року.
Влітку 2023 року потрапив в заявку збірної до 21 року на молодіжний чемпіонат Європи в Грузії та Румунії. На турнірі був запасним і на поле не виходив, а його команда дійшла до чвертьфіналу, де поступились збірній Англії.

## Статистика виступів
Станом на 17 серпня 2025
| Клуб              | Сезон             | Чемпіонат         | Чемпіонат | Чемпіонат | Кубок | Кубок | Кубок ліги | Кубок ліги | Єврокубки | Єврокубки | Інші  | Інші | Всього | Всього |
| Клуб              | Сезон             | Дивізіон          | Матчі     | Голи      | Матчі | Голи  | Матчі      | Голи       | Матчі     | Голи      | Матчі | Голи | Матчі  | Голи   |
| ----------------- | ----------------- | ----------------- | --------- | --------- | ----- | ----- | ---------- | ---------- | --------- | --------- | ----- | ---- | ------ | ------ |
| → «Портімоненсі»  | 2020–21           | Прімейра-ліга     | 0         | 0         | 0     | 0     | 0          | 0          | —         | —         | —     | —    | 0      | 0      |
| Каза Піа          | 2021–22           | Сегунда-ліга      | 34        | 5         | 4     | 1     | 2          | 1          | —         | —         | —     | —    | 40     | 7      |
| Каза Піа          | 2022–23           | Прімейра-ліга     | 27        | 1         | 2     | 0     | 2          | 0          | —         | —         | —     | —    | 31     | 1      |
| Каза Піа          | 2023–24           | Прімейра-ліга     | 33        | 1         | 1     | 0     | 4          | 0          | —         | —         | —     | —    | 38     | 1      |
| Каза Піа          | 2024–25           | Прімейра-ліга     | 32        | 1         | 1     | 0     | 0          | 0          | —         | —         | —     | —    | 33     | 1      |
| Каза Піа          | Всього            | Всього            | 126       | 8         | 8     | 1     | 8          | 1          | 0         | 0         | 0     | 0    | 142    | 10     |
| Брага             | 2025–26           | Прімейра-ліга     | 2         | 0         | 0     | 0     | 0          | 0          | 2         | 0         | 0     | 0    | 4      | 0      |
| Всього за кар'єру | Всього за кар'єру | Всього за кар'єру | 184       | 8         | 11    | 1     | 8          | 1          | 2         | 0         | 0     | 0    | 205    | 10     |

1. ↑  Матчі в Лізі Європи УЄФА